# アムジャド・カーン (俳優)
アムジャド・カーン（Amjad Khan、1940年11月12日 - 1992年7月27日）は、インドのヒンディー語映画で活動した俳優、映画監督。悪役俳優として知られており、キャリアを通して130本以上の映画に出演した。代表作には『炎』『Muqaddar Ka Sikandar』がある。

## 生涯

### 生い立ち
ボンベイ州ボンベイに暮らすスンナ派のパシュトゥーン人家庭に生まれる。父のジャヤントはペシャーワル出身の俳優であり、長男のアムジャド、次男のイムティアズ・カーンも後に俳優となった。アムジャドはバーンドラのセント・アンドリュース高等学校とR・D国立大学で教育を受け、学生時代は弟イムティアズと共に舞台演劇活動に参加していた。

### キャリア
1951年に子役として『Nazneen』に出演し、1957年には『Ab Dilli Dur Nahin』に出演している。また、1960年代には『Love and God』ではキャストのほかにK・アーシフの助手も務めたが、アーシフや主演のグル・ダットの死去が重なったため製作が停滞し、1986年まで公開されなかった。このほか、1973年には『Hindustan Ki Kasam）に出演している。1975年にはサリーム・カーンの依頼を受け、『炎』に登場する盗賊ガッバル・シン役を演じることになった。出演に際し、アムジャド・カーンは役作りのためにタルーン・クマール・バードゥリー（ジャヤー・バッチャンの父）がチャンバールの盗賊について著した『Abhishapth Chambal』を読み込んでいる。『炎』は興行的な成功を納め、ガッバル・シン役を演じたアムジャド・カーンは人気俳優の地位を確立した。同作における彼の立ち振る舞いや台詞は注目を集め、後年のヒンディー語映画で数多くのパロディやオマージュを生み出した。『炎』の成功後、アムジャド・カーンは1970年代から1990年代にかけて多くの映画で悪役に起用され、アジットに代わる悪役俳優として不動の地位を確立した。彼はアミターブ・バッチャンの敵役として度々起用され、この時期には『Inkaar』『Des Pardes』『Nastik』『Satte Pe Satta』『Chambal Ki Kasam』『Ganga Ki Saugandh』『Hum Kisise Kum Naheen』『Naseeb』などの映画に出演した。また、アミターブ・バッチャン主演作『The Great Gambler』にも起用されたが、1976年10月15日に交通事故で重傷を負ったため降板している。
1977年に出演したサタジット・レイの『チェスをする人』では、イギリス東インド会社に領土を狙われる中で怠惰な日々を過ごすアワド藩王ワージド・アリー・シャー役を演じ、サンジーヴ・クマールやリチャード・アッテンボローと共演した。さらに『Meera』ではアクバル役、『Yaarana』『Laawaris』ではアミターブ・バッチャンの友人役、『ロッキー』『Commander』では父親役などを演じたほか、『Utsav』ではヴァーツヤーヤナ役、『ボンベイ大走査線』では裏社会のドン役を演じている。このほか、『Qurbani』『Love Story』『Chameli Ki Shaadi』ではコミックリリーフな役柄も演じている。1980年代には監督業にも挑戦し、『Chor Police』『Ameer Aadmi Gharib Aadmi』を製作したが、いずれも興行成績は振るわなかった。1991年には『炎』のパロディ映画『Ramgarh Ke Sholay』で再びガッバル・シン役を演じている。

### 死去
1992年7月27日に心臓発作を起こして死去した。翌1993年に公開された『ルダリ 悲しむもの』のオープニング・クレジットでは、アムジャド・カーンに弔意が捧げられた。

## 私生活
1972年にシャイラ・カーンと結婚し、彼女との間に2男1女（シャダーブ・カーン、シーマーブ・カーン、アーラム・カーン）をもうけた。長男のシャダーブは俳優として活動しており、長女のアーラムは2011年に舞台俳優のザファル・カラチワーラーと結婚している。

## 受賞歴
| 年                               | 部門                           | 作品             | 結果             | 出典             |
| フィルムフェア賞                 | フィルムフェア賞               | フィルムフェア賞 | フィルムフェア賞 | フィルムフェア賞 |
| -------------------------------- | ------------------------------ | ---------------- | ---------------- | ---------------- |
| 1976年                           | 助演男優賞                     | 『炎』           | ノミネート       | [ 18 ]           |
| 1980年                           | 助演男優賞                     | 『Dada』         | 受賞             | [ 18 ]           |
| 1981年                           | 助演男優賞                     | 『Qurbani』      | ノミネート       | [ 18 ]           |
| 1982年                           | 助演男優賞                     | 『Yaarana』      | 受賞             | [ 18 ]           |
| 1982年                           | 助演男優賞                     | 『Love Story』   | ノミネート       | [ 18 ]           |
| 1987年                           | コメディアン賞                 | 『Maa Kasam』    | 受賞             | [ 18 ]           |
| 1987年                           | コメディアン賞                 | 『Utsav』        | ノミネート       | [ 18 ]           |
| ベンガル映画ジャーナリスト協会賞 |                                |                  |                  |                  |
| 1976年                           | ヒンディー語映画部門助演男優賞 | 『炎』           | 受賞             |                  |